# Detector de radar

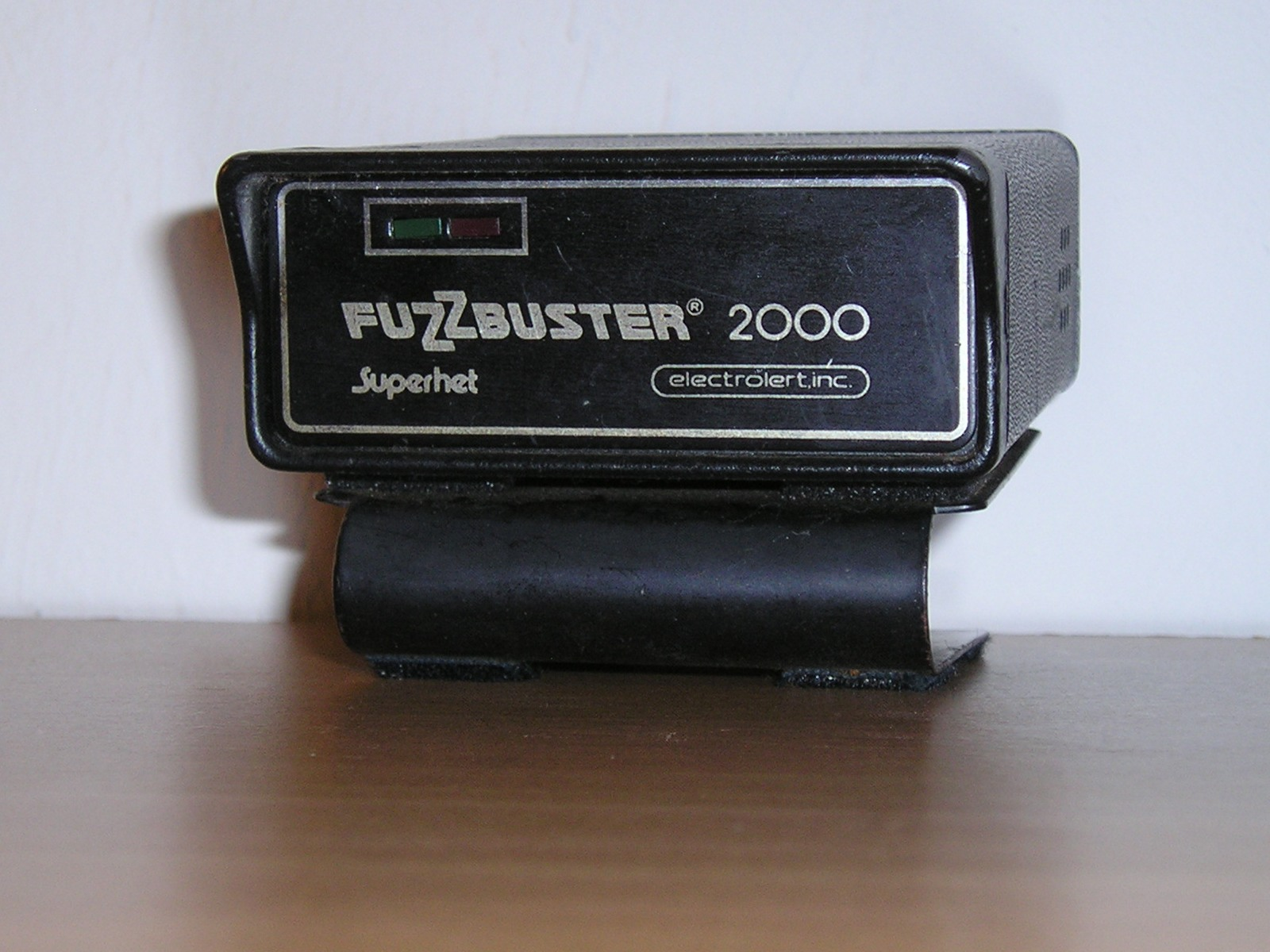
Un dels primers models de detector de radar.

Un detector de radar, és un dispositiu passiu electrònic que conductors de vehicles fan servir per detectar si hi ha radars de control de velocitat, i així evitar una infracció per excés de velocitat. Només poden detectar les unitats del tipus radar Doppler. Altres dispositius de mesurament de velocitat com els que fan servir ANPR, piezo sensors, o tecnologia VASCAR no es poden detectar, mentre les unitats LIDAR requereixen un sensor diferent. La majoria dels actuals detectors de radar detecten senyals d'una gran varietat de bandes de longitud d'ones, usualment X, K, K a  (i K u , a Europa.)

## Descripció
Per mesurar la velocitat dels vehicles es fa servir, entre d'altres, el radar Doppler que envia un feix d'ones de ràdio al vehicle, i després capta el retorn de l'ona de ràdio reflectida, calculant la velocitat del vehicle mesurant el canvi de freqüència de l'ona reflectida efecte Doppler. El radar de control de velocitat pot ser manual, muntat a un vehicle o fix a terra.
Els detectors de radar fan servir un receptor superheterodí per detectar aquestes emissions electromagnètiques de la pistola radar i disparen una alarma per notificar el conductor quan es detecta una transmissió. Poden passar falses alarmes per mor d'altres dispositius, com obreportes automàtics, i altres equips que operen a la mateixa part de l'espectre electromagnètic de les pistoles de radar.
Darrerament alguns detectors han incorporat la tecnologia GPS. Això permet als usuaris emmagatzemar manualment els llocs on els inspectors freqüentment controlen el trànsit, així el detector fa sonar una alarma en aproximar-se als llocs que té a la base de dades. A més aquests detectors també permeten emmagatzemar manualment les coordenades de llocs de freqüents de falses alarmes, així el detector amb GPS els ignorarà. Alguns detectors amb GPS poden baixar d'internet, les coordenades GPS de càmeres de monitoratge de velocitat i de semàfors, connectant-se a una base de dades. Així, un conductor quan viatja per una zona que no coneix, pot rebre una alarma quan s'apropa d'un lloc ambigú control de velocitat.

## Tecnologia de mesurar la velocitat
Les pistoles radar de la policia del transit i els seus detectors han evolucionat conjuntament, en una mena d'escalada simètrica. Per exemple, en introduir noves freqüències, els detectors van restar «cecs» fins que la tecnologia va ser actualitzada. Així mateix, s’han reduït tant la durada com la potència de les transmissions per minimitzar les possibilitats de detecció; alhora, s’han desenvolupat receptors més sensibles i programari més complex per a la tecnologia de recompte. Últimament, els detectors combinen altres tecnologies, com GPS amb bases de dades de llocs d'interès de localitats conegudes de radars de velocitat, en un sol aparell per millorar les possibilitats de succés.

### Detectors de detector de radar
El receptor superheterodí consta d'un oscil·lador local que irradia lleugerament. Això fa possible construir un detector de detector de radar, detectant com emissions (normalment en la freqüència del tipus de radar que es vol detectat, més a prop de 10 MHz). El VG-2 Interceptor va ser el primer desenvolupament per a aquest propòsit, però va ser eclipsat pel Spectre III. El detector de detector fa servir un semblant receptor superheterodí, i els primers detectors de radar stealth es equipaven amb un circuit detector-detector-detector de radar, que tallava el receptor principal de radar quan el detector de detector de senyals era percebut i prevenir la seva detecció per aquests equips. Aquesta tècnica seguia la tècnica Elint de contramesures. A principi de 1990, la firma BEL-Tronics d'Ontario, Canadà (on l'ús de detectors de radar era prohibit) va trobar que la freqüència de l'oscil·lador local d'un detector podia ser alterada per ser fora del rang del VG-2 Interceptor. Així va resultar que els fabricants de detectors responguessin i van canviar les freqüències d'oscil·lador locals. Avui, pràcticament cada detector de radar al mercat és immune al VG-2 Interceptor.

### Emissor d'interferències de radar
Encara que algunes companyies adverteixen que els seus detectors de radar poden generar alguna interferència electromagnètica, molts no afecten els equips de radar i de làser per la seva baixa potència i antena gairebé nul·la.
 S'hauria d'europeanitzar en la viquipèdia en català. Sembla traduït d'un article nord-americà.
És il·legal en molts països posseir qualsevol producte que activament transmeti senyals de radar amb la intenció d'efectuar interferències als equips de radar. Als Estats Units, la transmissió de freqüències amb llicència de la Comissió Federal de Comunicacions (FCC) sense un permís és una violació a les regulacions FCC i hi és un delicte.

## Detecció LIDAR

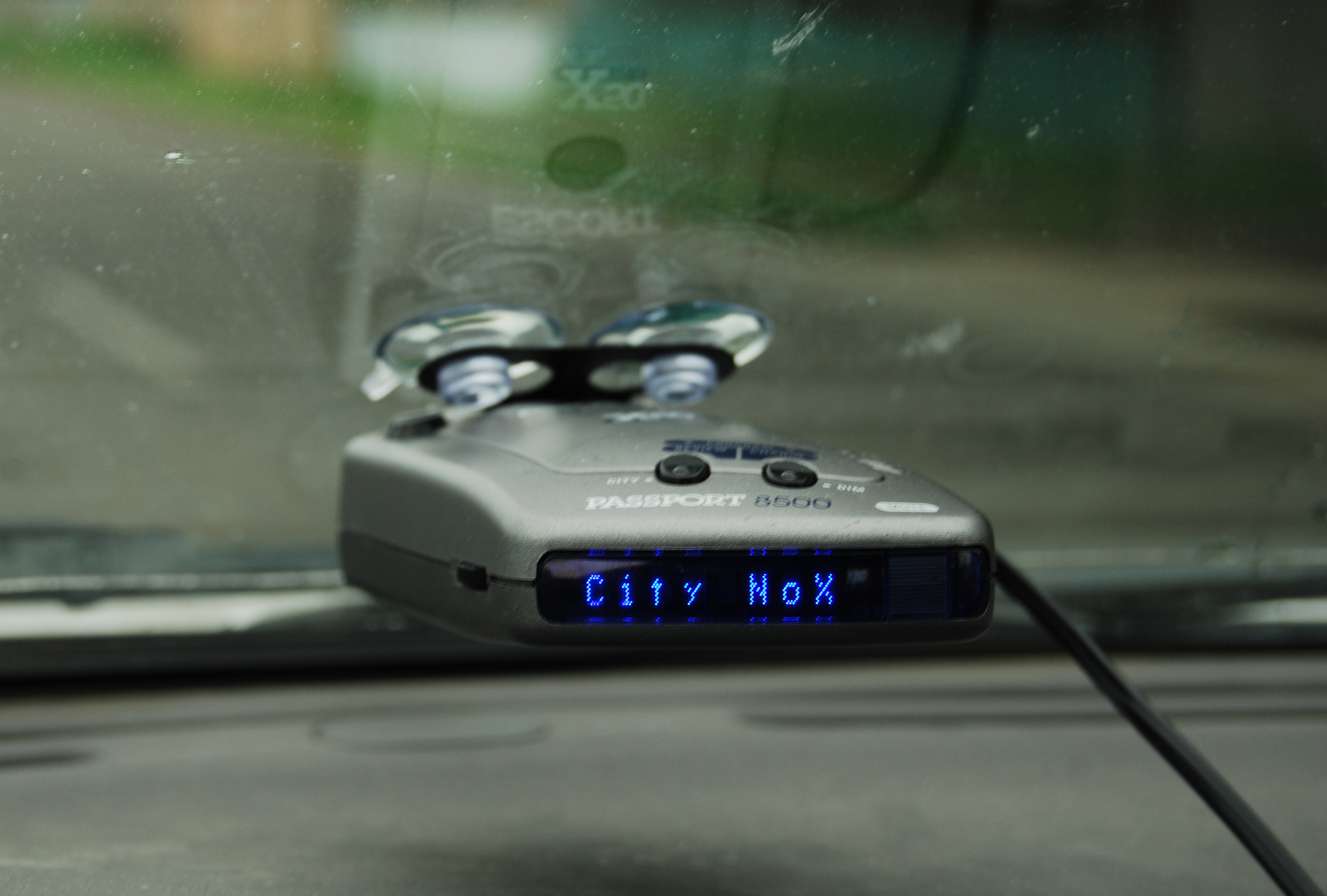
Passport x50 Radar/Laser detector. Canadà.

Els últims detectors de velocitat fan servir llum polsada làser, comunament referits com LIDAR, més que ones de ràdio. Els detectors de radar, que detecten les ones de ràdio, són inútils per detectar l'emissió de llum infraroja emesa per pistoles LIDAR, requereix un tipus diferent d'aparell: detector LIDAR. La detecció de LIDAR, però, no és efectiva com la detecció de radar pel fet que el feix queda molt enfocat. Mentre les ones de ràdio del radar poden expandir-se des de 25 m de la font fins a 300 m, el feix de llum LIDAR es difumina només uns 15 m. A més a més, l'operador tendria millors resulats que amb la pistola de radar, si apunta al cos d'un vehicle o als fars, car els detectors de radar es munten al parabrises i no poden detectar-lo. Amb el feix làser, un operari amb pistola LIDAR pot apuntar un cotxe enmig d'altres a una distància de fins a 900m.
Tot i l'adveniment del detector de velocitat LIDAR, el radar encara es ven més per raó del seu preu més barat comparat al LIDAR.

## Estatut legal als Països Catalans
L'ús o possessió d'un detector de radar o un generador d'interferències és il·legal en molts països. La policia pot confiscar el dispositiu i imposar una multa. Aquestes prohibicions es justifiquent perquè un conductor que el fa servir augmenta el risc d'accidents, entre d'altres per frenades brusques que posen en perill altres conductors.
A Andorra és prohibit conduir vehicles que tinguin instal·lats inhibidors de radar, cinemòmetres o qualsevol altre mecanisme encaminat a interferir en el funcionament correcte dels sistemes de vigilància del trànsit o conduir vehicles que tinguin instal·lats detectors de radar.
A Catalunya del Sud, el País Valencià i les Illes Balears vigeix el reial decret de 6/2015 de l'Estat Espanyol que va actualitzar la Llei de trànsit. Són infraccions greus, quan no siguin constitutives de delicte, «portar als vehicles mecanismes de detecció de radars o cinemòmetres».
A la Catalunya del Nord són prohibits tots els dispositius que informen el conductor en temps real de la presència d'un radar fix o mòbil o d'un control policial des del 3 de gener de 2012. El GPS i els telèfons mòbils poden contenir funcions d'alerta de radar quan aquestes senyalitzen les zones perilloses al llarg del recorregut per tal de permetre als conductors de ser més vigilants i adaptar la velocitat a les restriccions i circumstàncies.
A l'Alguer i tota Itàlia és prohibit la producció, la comercialització i l'ús de dispositius, que assenyalen la presència i el lloc dels dispositius que la policia fa servir controlar la velocitat, anomenats «autovelox» en italià. Com a França i Catalunya del Nord el GPS i telèfons mòbils poden informar els conductors de zones on hi ha controls freqüents.